# День мертвецов 2: Эпидемия
День мертвецов 2: Эпидемия (англ. Day of the Dead 2: Contagium, иное название День мертвецов 2: Начало) — американский фильм ужасов 2005 года режиссёров Аны Клавелл и Джеймса Гленна Дьюделсона. Фильм является неофициальным приквелом к фильму Джорджа Ромеро «День мертвецов» 1985 года. Премьера фильма состоялась 11 августа 2005 года, релиз на DVD 11 сентября 2008 года.

## Сюжет
Действие фильма развивается в 1968 году. В военном госпитале в Пенсильвании военные проводили эксперименты с бактериологическим оружием, вследствие неосторожности вирус вырвался из-под контроля. Из-за распространения заразы персонал больницы и солдаты стали умирать и превращаться в смертоносных зомби.
Присланное спецподразделение уничтожило всех зомби и  пробирки со штаммом вируса. Но одна ёмкость, спрятанная в обыкновенном термосе, сохранилась. По иронии судьбы в наши дни этот термос находят в психиатрической больнице и, руководствуясь любопытством, открывают...

## В ролях
- Штефан Вольверт — доктор Донован, сотрудник психиатрической клиники
- Лори Бараньэй — Эмма
- Джастин Ипок — Айзек, пациент психиатрической клиники
- Стэн Климечко — Борис
- Джон Фридом Генри — Джейки, пациент
- Джулиан Томас — Сэм, пациент
- Саманта Кларк — Эва, медсестра
- Джо С. Марино — Маршалл, охранник
- Жаклин Оливье — Вики, пациентка
- Андреас Ван Рэй — Хеллер, главврач
- Саймон Бурзински — Равинский, советский лётчик

## Художественные особенности

### Зомби
Зомби в данном фильме обладают рядом специфических особенностей: они могут довольно быстро бегать, членораздельно разговаривать, делать логические выводы исходя из сложившейся ситуации, а также читать мысли других зомби на расстоянии. Также первый показанный заражённый говорит по-русски, хотя и с жутким акцентом, при этом английские субтитры переводящие его речь почти не соответствуют сказанному.